# Je vecht nooit alleen
Je vecht nooit alleen was de Nederlandse inzending voor het Eurovisiesongfestival in 2011. Het nummer was voor het songfestival vertaald naar het Engels als Never alone. Het lied werd geschreven en uitgevoerd door 3JS.

## Nationaal Songfestival
Tijdens een live tv-show op 30 januari 2011 hebben de 3JS het nummer laten horen. Deze uitzending werd gepresenteerd door Yolanthe Sneijder-Cabau. Via vakjury en televote werd het nummer gekozen uit 5 kandidaat-liedjes.
De vijf liedjes die gezongen werden tijdens de liveshow waren respectievelijk: 'Ga dan niet', 'De stroom', 'Toen ik je vergat', 'Weelderig Waardeloos' en 'Je vecht nooit alleen'. De vakjury vond van de andere liedjes dat ze qua kwaliteit minstens net zo goed waren als Je vecht nooit alleen, maar vond ze ongeschikt voor een songfestival.
De jury, bestaande uit Daniël Dekker, Annemieke Schollaardt, Hind Laroussi, René Froger en Eric van Tijn, en de televoters hadden allebei 'Je vecht nooit alleen' op de eerste plaats staan waarmee dat het nummer werd dat Nederland ging vertegenwoordigen in Düsseldorf.
Het nummer werd op single uitgebracht en bereikte op 12 februari 2011 de eerste plaats van de Nederlandse Single Top 100. In de Nederlandse Top 40 bereikte de single de 12e plaats.

## Vertaling
Na het Nationaal Songfestival besloten de 3JS het nummer ook te vertalen naar het Engels. Uiteindelijk werd besloten om de vertaling, getiteld Never Alone, uit te voeren op het songfestival. Ook werden er enkele aanpassingen gedaan aan het arrangement van het nummer, waardoor het nummer iets sneller op gang kwam.
Ook de nieuwe versie van het nummer, nu getiteld Never alone, werd uitgebracht op single en wist vervolgens ook de eerste plaats te bereiken van de Single Top 100. In de Top 40 werden beide versies van het nummer gecombineerd tot één notering.

## Eurovisiesongfestival in Düsseldorf
Op 2 mei 2011 vertrokken de 3JS per boot naar Düsseldorf, om zich voor te bereiden op het songfestival. Gedurende de voorbereiding kreeg de groep kritiek op hun podiumpresentatie, waarna zij besloten deze aan te passen.
Op 12 mei 2011 werd het nummer opgevoerd in de tweede halve finale voor de finale van 14 mei. Het nummer werd niet uitgekozen om deel te nemen aan deze finale. Direct na afloop stelde Jan Dulles dat Nederland niet meer moest meedoen aan het Songfestival. Jaap de Witte omschreef de uitslag als demotiverend voor zichzelf respecterende muzikanten, omdat hij het gevoel kreeg dat het niet om de muziek ging, maar om het "circus" eromheen. Aan het einde van de finale werd er bekendgemaakt dat Nederland op de allerlaatste plaats stond, net onder Cyprus. In totaal had het nummer 13 punten gekregen, waarvan 8 punten van België en 5 van Bulgarije.

## Hitnoteringen

### Nederlandse Top 40
| Positie:                                                    | 24 | 14 | 14 | 23 | 22 | 23 | 12 | 12 | 27 | 30 | 30 | 31 | 32 | 29 | 37 | uit |
| Vanaf * dubbelnotering Je vecht nooit alleen / Never alone. |    |    |    |    |    |    |    |    |    |    |    |    |    |    |    |     |

### NederlandseSingle Top 100
| Positie:                                                    | 5 | 1 | 6 | 32 | 51 | 75 | 1 | 24 | 30 | 55 | 50 | 53 | 57 | 36 | 28 | 28 | 94 | uit |
| Vanaf * dubbelnotering Je vecht nooit alleen / Never alone. |   |   |   |    |    |    |   |    |    |    |    |    |    |    |    |    |    |     |

1956: De vogels van Holland / Voorgoed voorbij · 1957: Net als toen · 1958: Heel de wereld · 1959: 'n Beetje · 1960: Wat een geluk · 1961: Wat een dag · 1962: Katinka · 1963: Een speeldoos · 1964: Jij bent mijn leven · 1965: 't Is genoeg · 1966: Fernando en Filippo · 1967: Ring-dinge-ding · 1968: Morgen · 1969: De troubadour · 1970: Waterman · 1971: Tijd · 1972: Als het om de liefde gaat · 1973: De oude muzikant · 1974: Ik zie een ster · 1975: Ding-a-dong · 1976: The party's over · 1977: De mallemolen · 1978: 't Is O.K. · 1979: Colorado · 1980: Amsterdam · 1981: Het is een wonder · 1982: Jij en ik · 1983: Sing me a song · 1984: Ik hou van jou · 1986: Alles heeft ritme · 1987: Rechtop in de wind · 1988: Shangri-la · 1989: Blijf zoals je bent · 1990: Ik wil alles met je delen · 1992: Wijs me de weg · 1993: Vrede · 1994: Waar is de zon · 1996: De eerste keer · 1997: Niemand heeft nog tijd · 1998: Hemel en aarde · 1999: One good reason · 2000: No goodbyes · 2001: Out on my own · 2003: One more night · 2004: Without you · 2005: My impossible dream · 2006: Amambanda · 2007: On top of the world · 2008: Your heart belongs to me · 2009: Shine · 2010: Ik ben verliefd (sha-la-lie) · 2011: Never alone · 2012: You and me · 2013: Birds · 2014: Calm after the storm · 2015: Walk along · 2016: Slow down · 2017: Lights and shadows · 2018: Outlaw in 'em · 2019: Arcade · 2020: Grow · 2021: Birth of a new age · 2022: De diepte · 2023: Burning daylight · 2024: Europapa